# Justin Joseph McCarthy
Justin Joseph McCarthy (* 26. November 1900 in Sayre, Pennsylvania, USA; † 26. Dezember 1959 in Elizabeth, New Jersey) war ein römisch-katholischer Geistlicher und Bischof von Camden.

## Leben
Justin Joseph McCarthy besuchte die St. Mary of the Assumption School. McCarthy studierte Philosophie und Katholische Theologie am Päpstlichen Nordamerika-Kolleg in Rom. Er empfing am 16. April 1927 das Sakrament der Priesterweihe.
Am 27. März 1954 ernannte ihn Papst Pius XII. zum Titularbischof von Doberus und bestellte ihn zum Weihbischof in Newark. Der Erzbischof von Newark, Thomas Aloysius Boland, spendete ihm am 11. Juni desselben Jahres die Bischofsweihe; Mitkonsekratoren waren der Bischof von Paterson, James Aloysius McNulty, und der Bischof von Camden, Bartholomew Joseph Eustace. Am 27. Januar 1957 ernannte ihn Pius XII. zum Bischof von Camden.